# Callopistria duplicans
Callopistria duplicans là một loài bướm đêm trong họ Noctuidae.